# Scymnus nigrinus
Svart talldvärgpiga (Scymnus nigrinus) är en skalbaggsart som beskrevs av Johann Gottlieb Kugelann 1794. Den ingår i släktet Scymnus och familjen nyckelpigor.

## Beskrivning
Nyckelpigan är nästan helt svart med en oval, måttligt behårad kropp, en kroppslängd på 1 till 3 mm, och en bredd på 1 till 2 mm. 

## Utbredning
Utbredningsområdet sträcker sig från Brittiska öarna österut genom Nord- och Mellaneuropa och vidare via Belarus, Ukraina, Ryssland och Kazakstan till Sibirien och Mongoliet. I Sverige finns arten i större delen av landet utom fjällvärlden, medan den i Finland har främst observerats i de södra delarna av landet ungefär upp till Österbotten och Norra Karelen med spridda fynd norr därom.

## Ekologi
Habitatet utgörs främst av barr- och blandskog, men även sankmark. Av barrträd föredrar den svarta talldvärgpigan, som det svenska trivialnamnet antyder tall. Både larver och vuxna skalbaggar livnär sig på barrlöss och bladlöss. Larverna har ett vaxlager, som skyddar dem från attacker, bland annat från symbiotiska myror (som svartmyra och kal skogsmyra) när larverna angriper bladluskolonier som myrorna vaktar. Det ger även skydd mot larver från andra nyckelpigearter som ibland angriper larverna. De fullbildade skalbaggarna övervintrar i vissna barr och löv samt mossa.